# Остромуцунест змиегущер
Остромуцунестите змиегущери (Lialis burtonis), наричани също люспокраки и бъртънови змиегущери и ивичести лиалиси, са вид влечуги от семейство Змийски гущери (Pygopodidae).
Разпространени са в разнородни местности – от пустини до окрайнините на екваториалните гори – в по-голямата част от Австралия и югоизточните части на Папуа Нова Гвинея. Те са безкраки гущери с характерна издължена муцуна. Хранят се почти изцяло с други гущери, най-често сцинкове.